# Line Zilgien
Line Zilgien, née à Nancy le 20 mai 1906 et décédée à Paris 5e le 1er mai 1954, est une organiste liturgique et concertiste française.

## Formation musicale
Fille cadette de Henry Zilgien (1865-1914), professeur agrégé à la Faculté de médecine de Nancy, et de Marie Virginie Garnier (1876-1958), infirmière, elle est l'élève, pour l'orgue et pour le piano, de Louis Thirion au conservatoire de Nancy, où elle obtient un 1° prix en juin 1925. Elle poursuit ses études au conservatoire national supérieur de musique de Paris dans la classe de Marcel Dupré.

## Carrière
Sa carrière se fait essentiellement au service de tribunes parisiennes. Elle est non seulement suppléante d'Olivier Messiaen, mais aussi interprète de ses œuvres : on relève notamment un récital entièrement consacré à ses œuvres, à la Trinité le 25 mai 1936.
Olivier Messiaen, dans une lettre manuscrite de 1952 où il refuse une invitation au congrès des musiciens d'église à Berne, recommande Line Zilgien comme interprète de ses œuvres, ainsi que du répertoire classique français, du fait de son titulariat sur le Clicquot de l'église Saint-Nicolas-des-Champs, de 1947 à 1954.
Line Zilgien fait aussi partie des quelques élèves de Marcel Dupré qui ont traversé l'Atlantique : son premier concert aux États-Unis remonte à 1937, année durant laquelle elle s'est produite au Town Hall de New York, puis dans diverses villes des États-Unis et du Canada.
Elle décède d'un cancer à l'âge de 47 ans.

## Titulariats
- 1925-1933 : Nancy, Saint-Léon, où Gaston Litaize lui succède ; Line Zilgien est d'ailleurs dédicataire de son Intermezzo pastoral, extrait des Douze pièces, 1932 ;
- Années 1930 : Paris, suppléante d'Olivier Messiaen à la Trinité, pour qui elle assura de nombreux remplacements jusqu'en 1941 au moins ;
- 1938-1946 : Paris, Saint-Louis-en-l'Île ;
- janvier 1947-1954 : Paris, Saint-Nicolas-des-Champs.

## Autres références
- Site Musica et Memoria
- The Life of Olivier Messiaen, Christopher Philip Dingle, Cambridge University Press, p. 144
- New York Sun, éd. du 16 janvier 1937
- Nigel Simeone, Messiaen, l'orgue et la liturgie à l'église de la Trinité pendant les années 1930 à Paris. (c) Symétrie, 2011 (publié sur Academia.edu)